# Rodrigo Borja Cevallos
Rodrigo Borja Cevallos (ur. 19 czerwca 1935 w Quito) – ekwadorski adwokat i polityk socjaldemokratyczny, potomek Aleksandra VI (członek rodziny Borgiów), profesor prawa na uniwersytecie w  Quito, założyciel (1970) i przywódca Partii Lewicy Demokratycznej, kandydat na prezydenta w 1979 i 1984, prezydent Ekwadoru od 10 sierpnia 1988 do 10 sierpnia 1992, obecnie pierwszy sekretarz generalny Unii Narodów Południowoamerykańskich.